# Киравск
Киравск (блр. Кіраўск; рус. Кировск) је град у централном делу Републике Белорусије. Административни је центар Киравског рејона Могиљовске области.
Смештен је на обалама реке Але на око 87 км југозападно од административног центра рејона града Могиљова и на око 25 км од железничке станице Березина на линији Бабрујск-Могиљов.

## Историја
На месту данашњег града током 19. века налазио се мањеж локалних књазова. Насеље Киравск основано је 1935. након оснивања Киравског рејона чији административни центар постаје. Године 1959. добија административни статус варошице, а статус града има од 2001. године. 

## Демографија
Према подацима пописа становништва из 2009. у граду је живело 8.756 становника.
| 2009. |
| ----- |
| 8.756 |